# Wachtendonk

Verwaltungsgliederung Wachtendonks

Die Gemeinde Wachtendonk ist eine kreisangehörige Gemeinde des Kreises Kleve im Regierungsbezirk Düsseldorf des Landes Nordrhein-Westfalen.

## Geographie

### Lage
Wachtendonk liegt am unteren Niederrhein westlich des Rheins in der niederrheinischen Tiefebene, nahe der niederländischen Grenze bei Venlo, im Süden des Kreises Kleve. Nördlich der Stadt fließt die Nette in die Niers.

### Gemeindegliederung
Das Gemeindegebiet wird in die Ortschaften Stadt Wachtendonk und Wankum eingeteilt, für die der Rat der Gemeinde je einen Ortsvorsteher wählt. Die räumliche Abgrenzung der Ortschaften entspricht den Grenzen der früheren Gemeinden Wachtendonk und Wankum.
Zur Ortschaft Stadt Wachtendonk gehören die Ortsteile Geneng, Gelinter und Schlick, zur Ortschaft Wankum die Ortsteile Aerbeck, Harzbeck, Heide, Langdorf, Müllem und Vorst.

### Nachbargemeinden
Die Gemeinde Wachtendonk grenzt im Westen und im Norden an die Stadt Straelen, im Osten an die Gemeinde Kerken, im Süden an die Stadt Kempen, die Gemeinde Grefrath und die Stadt Nettetal (die letzten drei im Kreis Viersen). Die nächste Großstadt ist seit dem 1. Januar 2010 das 13 km entfernte Venlo in den Niederlanden, in Deutschland ist das die Stadt Krefeld (20 km).

## Geschichte

### Herrschaft und Stadt Wachtendonk

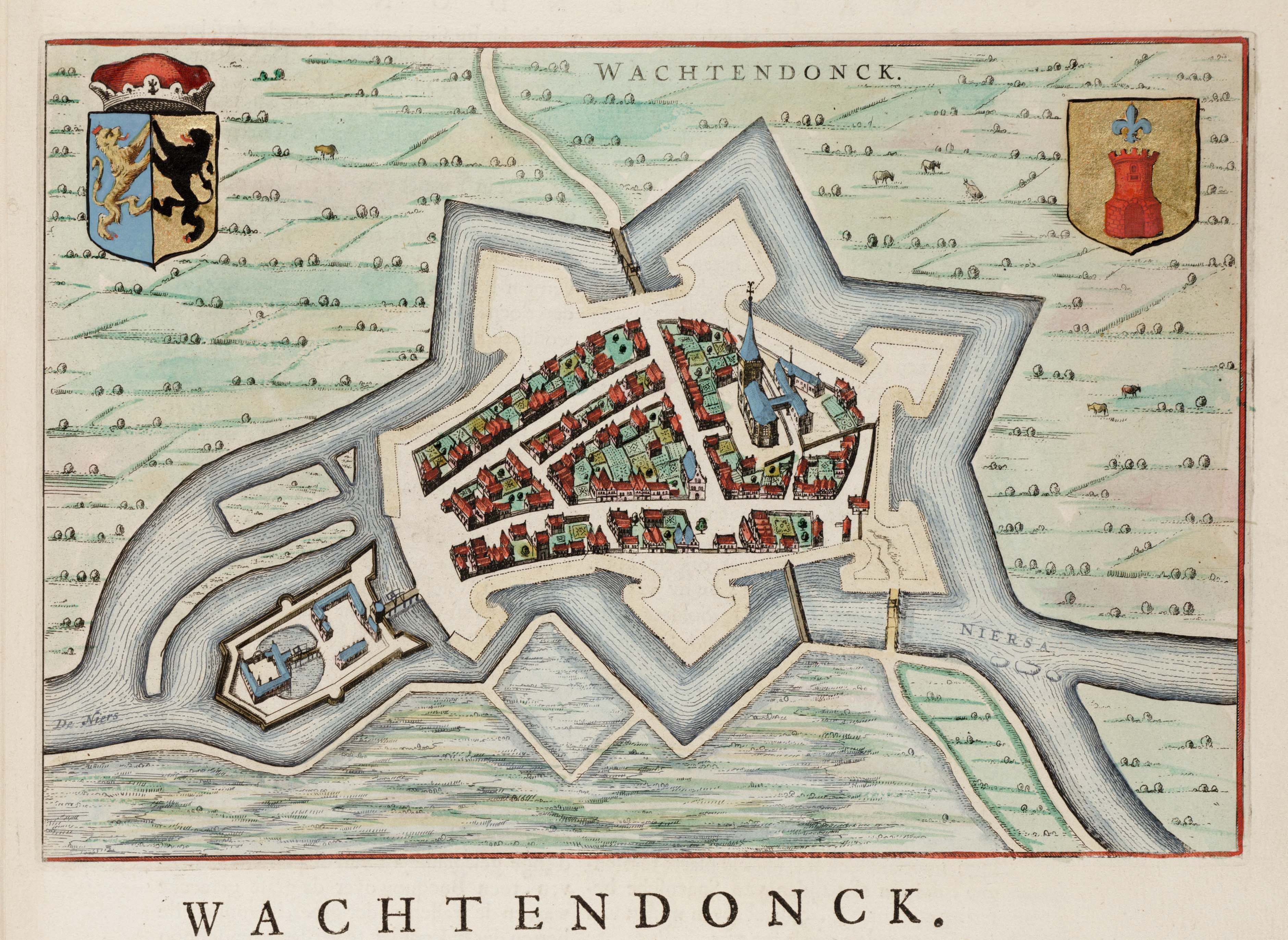
Wachtendonk während des Achtzigjährigen Krieges

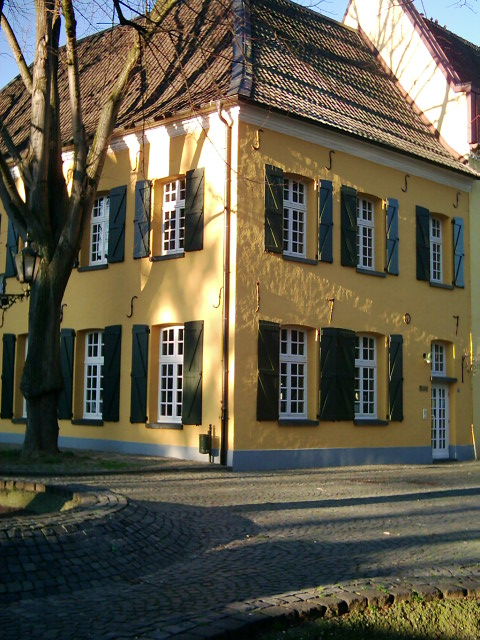
Altes Kloster „Thal Josaphat“

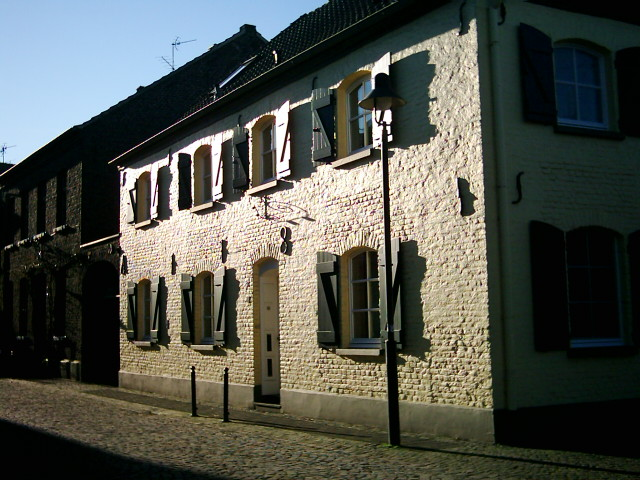
Wachtendonk – Feldstraße

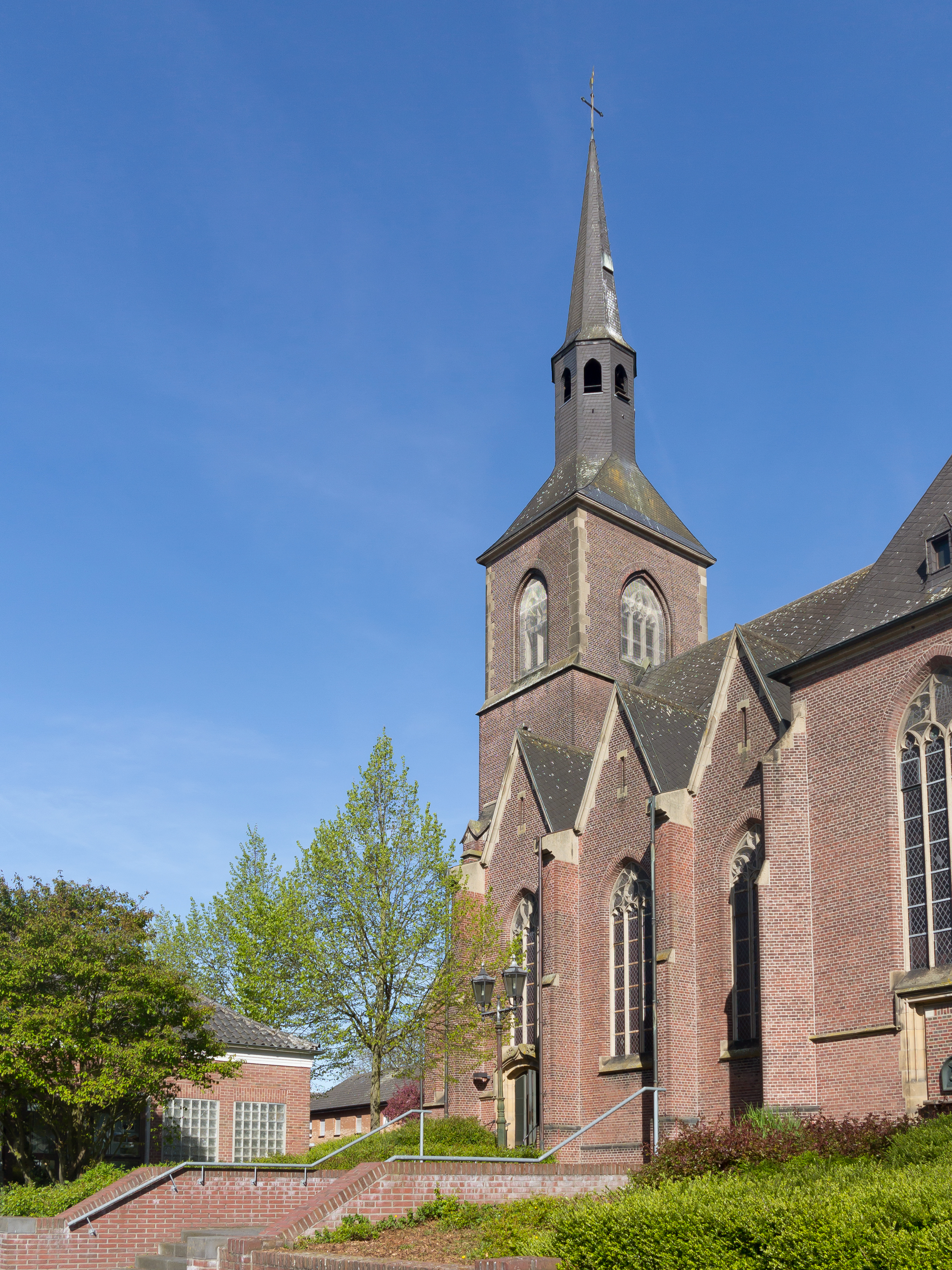
Die Sankt-Martin-Kirche

Nach den Römern, von denen wenige Funde berichten, eroberten im 3. und 4. Jahrhundert die Franken das Land.
Das Gebiet des heutigen Wachtendonk – Land Geißern genannt – gehörte nach germanischer Einteilung zum Mühlgau. Im 12. Jahrhundert nahmen die Erzbischöfe von Köln das Land Geißern in Besitz. Deren Vögte ließen sich auf einer Erhebung im Bruch, einer Donk, nieder und errichteten dort eine Wasserburg. Von dieser Vogtendonk leitet sich der Name Wachtendonk ab. Seit 1326 gehörte Wachtendonk zum Oberquartier des Herzogtums Geldern und erhielt 1343 die Stadtrechte. Die Stadt wurde mit Gräben und einer Stadtmauer befestigt und bekam eine eigene Kirche. Zeitweise war Wachtendonk an das Herzogtum Kleve verpfändet. Diese Verpfändung führte zu einem Konflikt zwischen den benachbarten Herzogtümern Geldern und Kleve und schließlich im Jahre 1468 zur Schlacht von Straelen, in deren Folge Wachtendonk wieder an das Herzogtum Geldern zurückfiel. Im Achtzigjährigen Krieg, dem niederländischen Freiheitskampf gegen die Herrschaft Spaniens, wurde Wachtendonk mehrmals von den Niederländern erobert und von den Spaniern wieder rückerobert: 1572 besetzten die Truppen Wilhelm von Oraniens die Festung, 1578 nahmen Truppen der Generalstaaten die Stadt erneut ein und behielten sie für 10 Jahre. 1588 eroberte Graf Ernst von Mansfeld Wachtendonk für die Spanier zurück, die 1600 wieder den Niederländern weichen mussten. Obwohl die Festung mit Wällen und Gräben ausgebaut wurde, eroberten sie die Spanier erneut zurück. Die Befestigung wurde 1607 geschleift.
Nach dem Ende des Spanischen Erbfolgekrieges 1713 fiel Wachtendonk im Frieden von Utrecht mit Teilen des Herzogtums Geldern an Preußen.
Im Jahre 1794 besetzten die französischen Revolutionsheere das linke Rheinufer und blieben für 20 Jahre. Eine Zeitlang gehörte zum 1798 eingerichteten Département de la Roer – und damit zu Frankreich. Wachtendonk bildete eine Mairie nach französischem Vorbild und gehörte zum Kanton Wankum im Arrondissement Kleve.
Nach der Abdankung Napoleons kam es im Wiener Kongress 1815 wieder zu Preußen. Aus der Mairie Wachtendonk der Franzosenzeit wurde die preußische Bürgermeisterei Wachtendonk. Wachtendonk blieb bis zum Zweiten Weltkrieg, der für die Stadt am 3. März 1945 mit dem Einmarsch der 8. US-Panzer-Division endete, bei Preußen.

### Ortschaft Wankum
Der Name Wankum leitet sich von dem fränkischen Wankheim ab (Heim in den Wiesen und Weiden). Die Endung -um bedeutet -heim und kommt häufiger in Ortsnamen vor – so z. B. in Lottum, Latum, Sevenum, Stockum, Vernum etc. Auch dass Sankt Martin Schutzpatron der Pfarre ist, deutet auf eine Besiedlung durch die Franken hin. Die Gründung der Martinspfarre Wankum wird auf die Zeit um 500 angesetzt. In einer Urkunde vom 28. August 1279 wird Wankum erstmals als Wanchheim erwähnt. Damals trafen sich Herzog Johann von Brabant, der Kölner Erzbischof Siegfried von Westerburg, der Graf Dietrich von Kleve und der Graf Rainald I. von Geldern in Wankum, um den später so genannten Wankumer Landfrieden zu schließen. Dies war ein Vertrag, der die Parteien zum gegenseitigen Beistand bei der Bekämpfung von Falschmünzerei und Raubrittertum verpflichtete.
Nach dem Ende des spanischen Erbfolgekrieges kamen Wachtendonk und Wankum im Frieden von Utrecht (1713) mit Teilen des Herzogtums Geldern an Preußen, standen von 1798 bis 1814 unter französischer Herrschaft. Wankum bildete wie Wachtendonk eine Mairie im Kanton Wankum, um 1815 mit dem gesamten Niederrhein auf dem Wiener Kongress dem Königreich Preußen zugeschlagen zu werden. Daraufhin kam Wankum am 23. April 1816 im Zuge der Preußischen Verwaltungsorganisation zum Kreis Geldern als einem von über 40 Landkreisen der Provinz Jülich-Kleve-Berg, der späteren Rheinprovinz und bildete eine seiner Bürgermeistereien.
An historischen Gebäuden blieb in Wankum wenig erhalten, von der ursprünglichen Kirche blieb nur der Grundriss des Fundamentes auf dem Schulhof der Grundschule. An andere weniger erfreuliche nicht mehr vorhandene Sehenswürdigkeiten erinnern noch Straßennamen wie „An der Dingbank“, wo Gericht gehalten und vollstreckt wurde. Mit Mitteln der Gemeinde und des Amtes für Agrarordnung wird aber auch Wankum zurzeit soweit möglich erneuert. In der ehemaligen Kaplanei wurde eine „Dorfstube“ eingerichtet, die auch ein kleines Museum beherbergt.

### Gebietsreform
Die Gemeinde Wachtendonk entstand in der heutigen Form am 1. Juli 1969 beim 1. kommunalen Neugliederungsprogramm in Nordrhein-Westfalen. Die Gemeinden Stadt Wachtendonk und Wankum wurden zur neuen Gemeinde Wachtendonk zusammengeschlossen. Da die Rechte der Titularstadt „Stadt Wachtendonk“ nie erloschen sind, wurde die ungewöhnliche Konstruktion gewählt, dass eine „Stadt“ Ortsteil einer Gemeinde ist.
Am 1. Januar 1975 wurde im Zuge des 2. Neugliederungsprogramms in Nordrhein-Westfalen der Altkreis Kleve mit dem ehemaligen Kreis Geldern und Teilgebieten der Kreise Moers und Rees zum neuen niederrheinischen Großkreis Kleve zusammengefügt. Aufgrund der südlichen Lage ist Wachtendonk jedoch deutlich Richtung Kempen und Krefeld orientiert.

### Einwohnerentwicklung
| Jahr      | 1975  | 1980  | 1985  | 1990  | 1995  | 2000  | 2005  | 2010  | 2015  | 2016  | 2017  | 2022  |
| --------- | ----- | ----- | ----- | ----- | ----- | ----- | ----- | ----- | ----- | ----- | ----- | ----- |
| Einwohner | 5.749 | 5.772 | 6.087 | 6.392 | 7.185 | 7.576 | 7.841 | 7.888 | 8.189 | 8.134 | 8.197 | 8.225 |

## Politik

### Gemeinderat
Im Rat der Gemeinde Wachtendonk waren nach den Kommunalwahlen seit 2014 Parteien und Wählervereinigungen wie folgt vertreten:
| Partei/Liste | 2020  | 2020  | 2014  |
| Partei/Liste | %     | Sitze | Sitze |
| ------------ | ----- | ----- | ----- |
| CDU          | 29,75 | 8     | 10    |
| WWG1         | 22,41 | 6     | 5     |
| Grüne        | 16,67 | 5     | 3     |
| SPD          | 10,03 | 3     | 3     |
| WBV2         | 14,13 | 4     | 2     |
| FDP          | 3,14  | 1     | 1     |
| AfD          | 3,87  | 1     | –     |
| Gesamt       | 100   | 28    | 24    |

1 WWG: Wankumer Wählergemeinschaft 2WBV: Wachtendonker Bürgerverein

### Bürgermeister
Zum Bürgermeister der Gemeinde Wachtendonk wurde 2020 Paul Robert Hoene (Wachtendonker Bürgerverein) mit 63,80 % der Stimmen gewählt. Sein Vorgänger Hans-Josef Aengenendt (CDU) war 2015 mit 73,45 % der Stimmen gewählt worden, der Gegenkandidat war Berthold Perret (parteilos, 26,55 %).

### Wappen, Flagge, Dienstsiegel
Der Gemeinde Wachtendonk ist mit Urkunde des Regierungspräsidenten in Düsseldorf vom 30. Oktober 1971 das Recht zur Führung des nachfolgend beschriebenen Wappens verliehen worden.
Wappenbeschreibung
Im goldenen (gelben) Feld ein aus dem unteren Schildrand wachsender zweigeschossiger roter Turm, wobei das untere Geschoss mit sechs, das obere Geschoss mit vier Zinnen versehen ist. Darüber schwebt eine rote Lilie.
Der Gemeinde Wachtendonk ist ebenfalls mit Urkunden des Regierungspräsidenten in Düsseldorf vom 30. Oktober 1971 und vom 7. Juni 1972 das Recht zur Führung der nachfolgend beschriebenen Flagge verliehen worden.
Beschreibung des Banners
Rot-Gold-Rot im Verhältnis 1:3,5:1 längsgestreift mit dem Gemeindewappen etwas oberhalb der Mitte.
Beschreibung der Hissflagge
Rot-Gold-Rot im Verhältnis 1:3,5:1 längsgestreift (d. h. entlang der längeren Seitenlinie) mit dem Gemeindewappen etwas zur Stange hin verschoben.
Dienstsiegel
Die Gemeinde führt ein Dienstsiegel mit dem Gemeindewappen.

Wappen
Banner
Hissflagge

### Städtepartnerschaft
Die Gemeinde Wachtendonk verbindet seit 1980 eine Städtepartnerschaft mit der französischen Gemeinde Acigné (Bretagne).

## Kultur und Sehenswürdigkeiten

### Ortskern

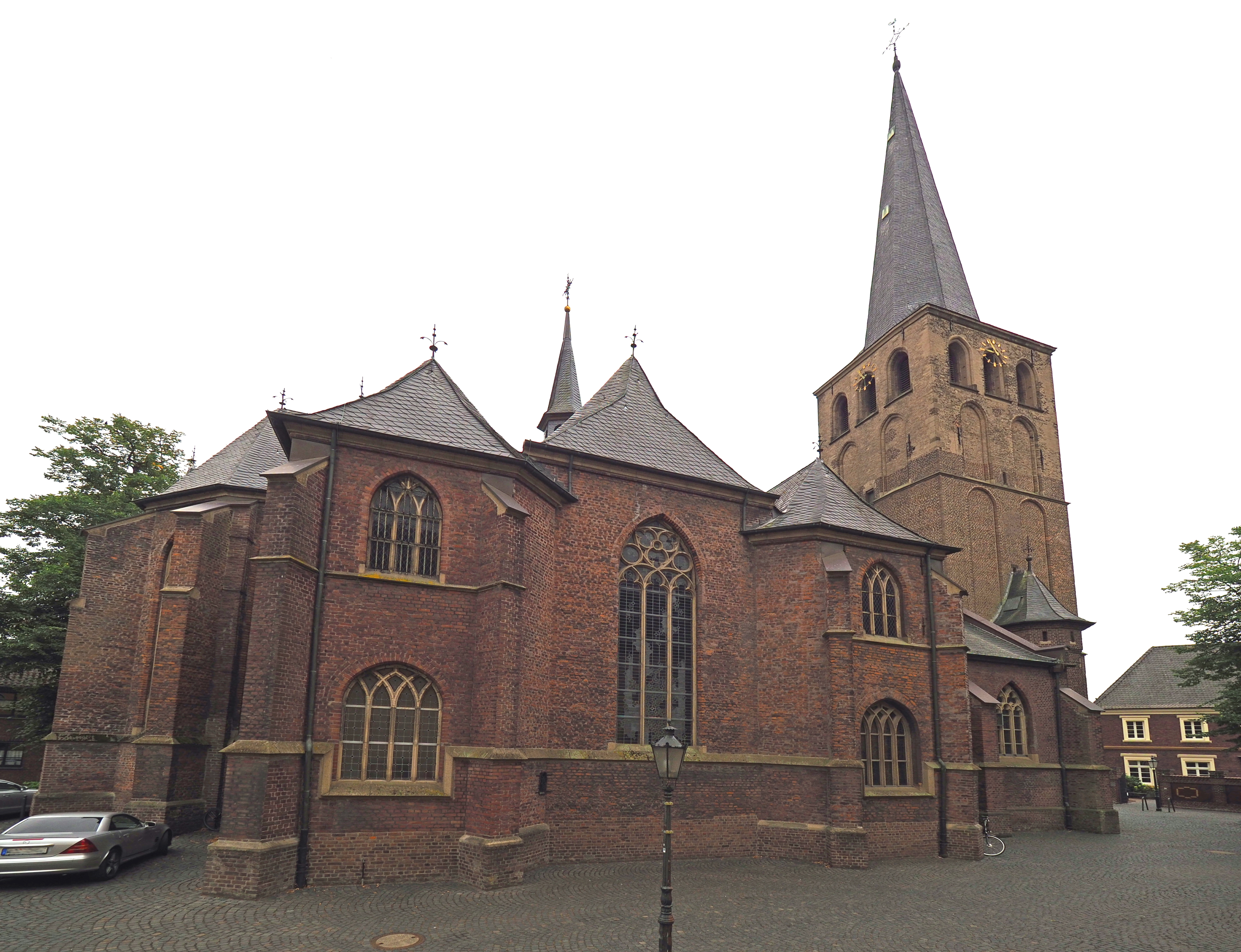
St.-Michaels-Kirche von Norden

Der Ortskern mit alten Häusern und winkeligen Sträßchen wurde mit Unterstützung des Landes NRW sehr schön restauriert.
Neben zahlreichen Einzelgebäuden steht er auch insgesamt unter Denkmalschutz.
Die Straßenführung ist seit mehr als 300 Jahren unverändert.
Die meisten Häuser wurden bald nach dem Ortsbrand von 1708 errichtet.
Einzelne Gebäude:
- Pfarrkirche St. Michael, ab 1361, spätestens um 1380 begonnen,[13] Chor und Sakristei nach Brand von 1516 erneuert, 1523 sog. Cabaneskapelle (Grabkapelle für Otto von Nydeggen) an die Nordseite des Schiffs angebaut.[14] An der Westfassade des Turms sind noch Spuren aus der Belagerungszeit zu finden.

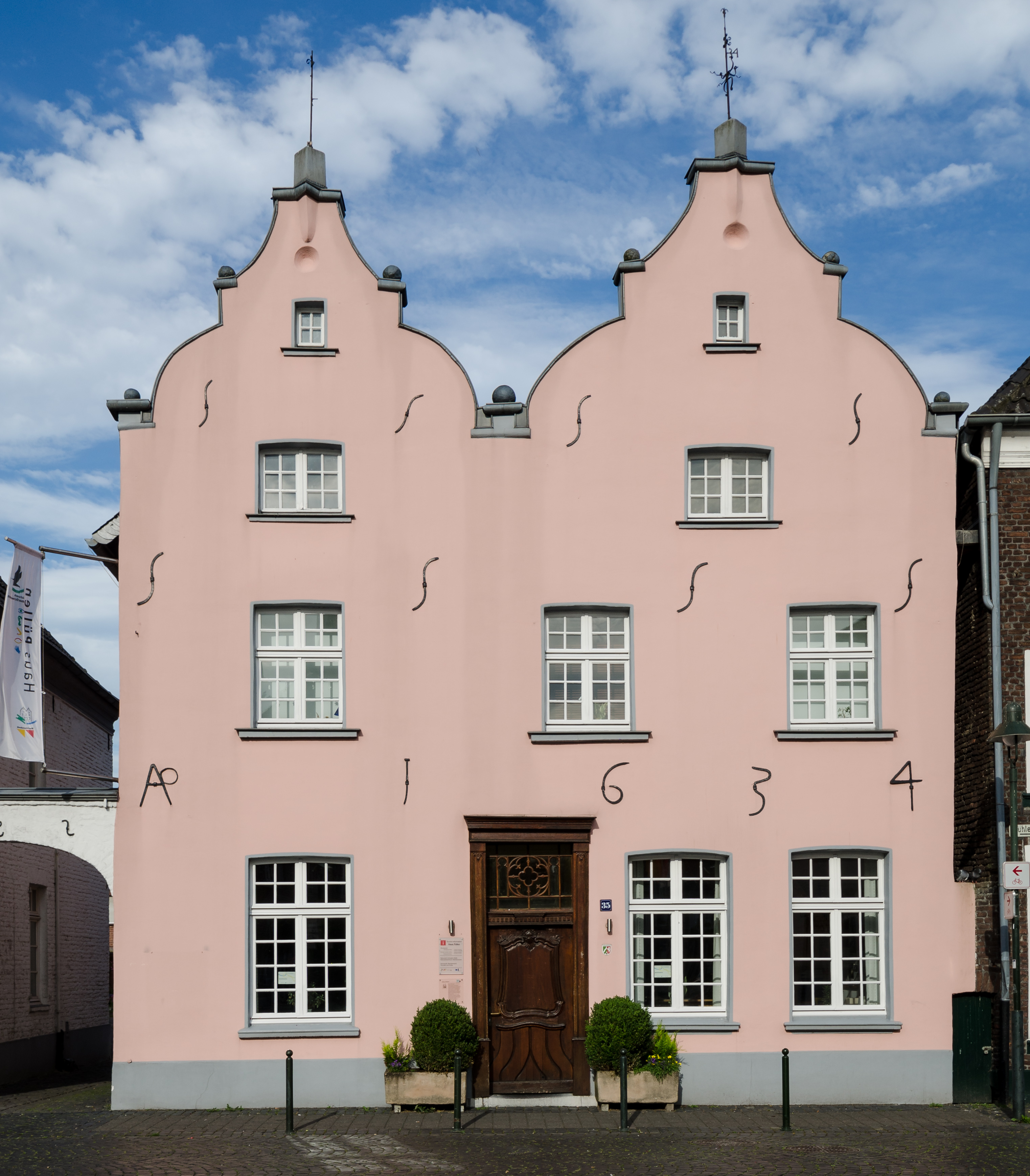
Haus Püllen

- Haus Püllen stammt aus dem Jahr 1634; es blieb als eines von wenigen Häusern bei der Feuersbrunst von 1708 verschont – ebenso wie der ehemalige Pulverturm, der heute als Ausflugslokal dient.

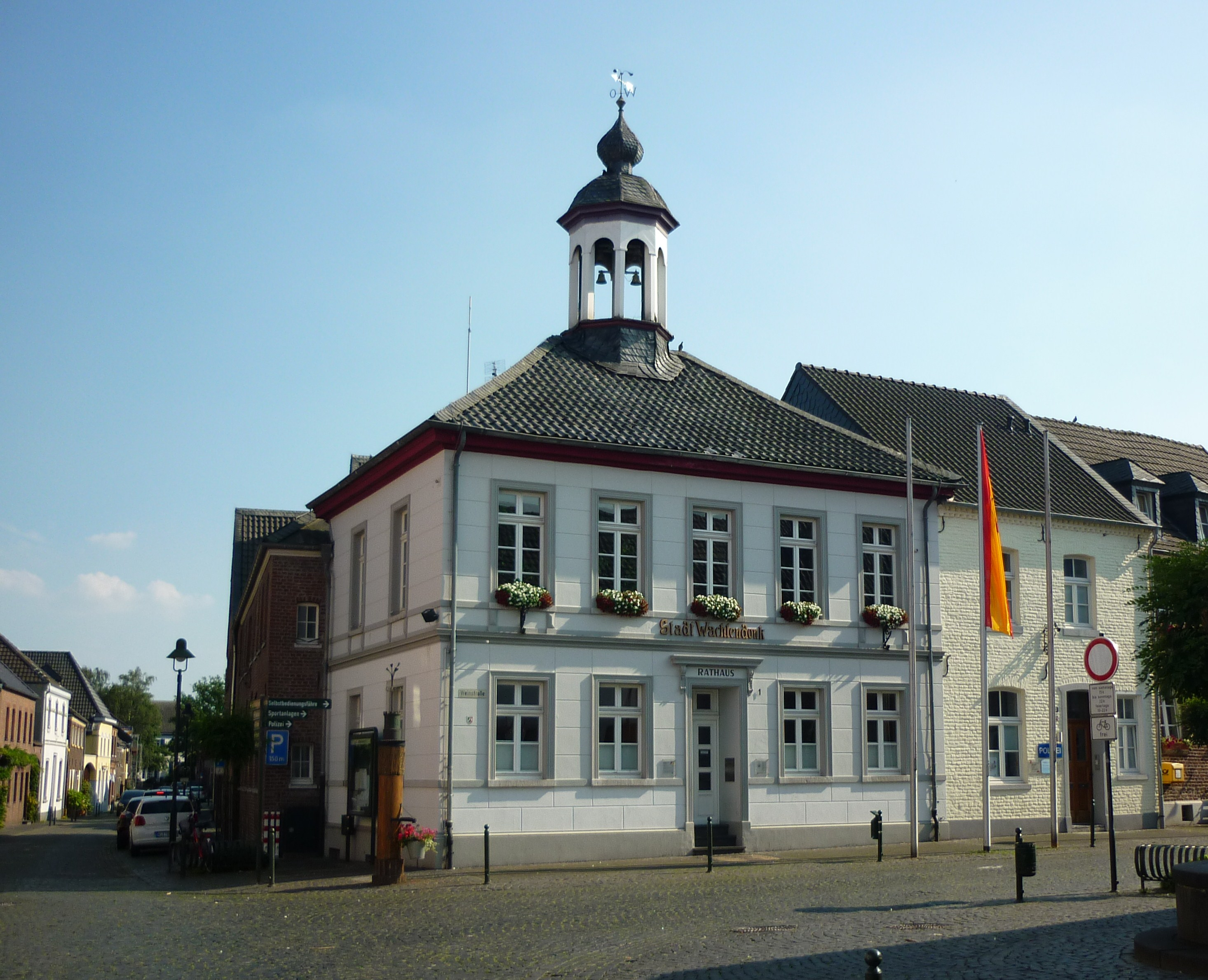
Rathaus

- Das historische Rathaus von Wachtendonk wurde im Jahre 1708 beim großen Stadtbrand vernichtet. Nach Abriss des zerstörten Gebäudes erfolgte 1841 unter Beibehaltung des alten Grundrisses ein Neubau des Gebäudes.[15]
- Die Ruine der Burg Wachtendonk liegt südöstlich des Ortskerns am Ufer der Niers. Sie wurde bei Grabungen freigelegt und kann besichtigt werden.

### Umgebung
- Haus Langenfeld in Wankum; das ehemalige Rittergut war seit dem 14. Jahrhundert bis 1532 einer der Stammsitze der Grafen von Spee. Später wechselten die Besitzer des Gutes häufiger, zuletzt kam es an die Grafen von Schaesberg auf Schloss Krickenbeck, die das Gebäude 1970 an Alexander Heckmanns verkauften.
- Naturpark Schwalm-Nette, der wiederum Teil des Deutsch/Niederländischen Naturparks Maas-Schwalm-Nette ist. Deshalb befindet sich im Haus Püllen eines der Zentren des Naturparks mit einer Dauerausstellung über die Entstehung des Naturparks und ständig wechselnden Ausstellungen sowie einem Bauerngarten. Das Zentrum wird in Kooperation mit der Gemeinde betrieben und ist zugleich die „Tourist Information“ der Gemeinde.

## Internationale Partnerschaft
Zwischen Kirchengemeinden in Wachtendonk und Sobradinho (Brasilien) besteht seit rund 30 Jahren eine aktive Partnerschaft, die zur Unterstützung mehrerer sozialer Projekte beigetragen hat, sowie zum Bau zahlreicher Zisternen, die beitragen sollen, die Landbevölkerung unabhängig von fremder Wasserversorgung zu machen.
Seitens der Kirchengemeinde in Wankum werden eine Reihe sozialer Projekte in Olinda (Brasilien) betreut.

## Freizeit
Die Wankumer Heide ist ein beliebtes Naherholungsgebiet. Darin liegt der Badesee „Blaue Lagune“ mit Strandbad, Feriendorf, Campingplatz, Wasserski- und Kletteranlage. Teile der Wankumer Heide stehen unter Natur- und Landschaftsschutz, darunter auch eine Orchideenwiese.
Wachtendonk eignet sich gut als Ausgangspunkt oder Ziel von Kanuwanderungen auf der Niers oder von Radwanderungen am Niederrhein. In der Gemeinde gibt es Gaststätten und Einkaufsmöglichkeiten.

## Wirtschaft und Infrastruktur

### Verkehr

#### Öffentlicher Nahverkehr
Wachtendonk liegt nicht an einer Bahnstrecke. Die nächstgelegenen Bahnhöfe sind in dieser Reihenfolge Kempen, Aldekerk, Nieukerk und Geldern an der Linksniederrheinischen Strecke sowie der InterCity-Bahnhof Venlo an den Bahnstrecken Venlo–Eindhoven, Maaslinie und Viersen–Venlo.
Der ÖPNV wird organisiert durch den Verkehrsverbund Rhein-Ruhr (VRR). Die Buslinie 063 Geldern Bf – Straelen – Wachtendonk – Kempen Bf (Gemeinschaftsverkehr SWK/NIAG) und die Taxibuslinie 34 Wachtendonk–Aldekerk Bf (Betreiber: NIAG) binden die Gemeinde an das deutsche Bahnnetz und die Nachbarstädte an.
Die Gemeindewerke betreiben im Ortsverkehr die Linien OL 1 Wachtendonk – Wankum – Aerbeck – Harzbeck und OL 2 Wachtendonk – Geneng – Gelinter. Ein Bürgerbus wurde nach kurzem Betrieb wieder eingestellt.
Die Buslinie 929 Duisburg Hbf – Moers – Venlo Station durchfährt seit einigen Jahren das Gemeindegebiet ohne Halt über die Autobahn, so dass der Bahnhof Venlo im Busverkehr nicht mehr ab Wachtendonk erreichbar ist.

#### Straßenverkehr
Die Gemeinde Wachtendonk ist durch die Abfahrten Wachtendonk und Wankum der Bundesautobahn 40 Venlo – Dortmund an das Autobahnnetz angebunden. Der Abschnitt Venlo – Duisburg ist Bestandteil der Europastraße 34 Antwerpen – Bad Oeynhausen.
Die Landesstraßen L 39, L 140, L 361 und L 479 sowie die Kreisstraßen K 1, K 21, K 23 und K 24 verbinden Wachtendonk mit den umliegenden Orten.

#### Flugverkehr
Die nächstgelegenen Flughäfen sind der Flughafen Niederrhein in 29 km Entfernung und der Flughafen Düsseldorf in 45 km Entfernung.

## Persönlichkeiten

### In Wachtendonk geboren
- Theo Stammen (1933–2018), Politikwissenschaftler
- Johannes Linssen (* 1949), Fußballspieler, -trainer und -manager
- Gisbert Haefs (* 1950), Schriftsteller und Übersetzer
- Gabriele Haefs (* 1953), literarische Übersetzerin
- Toni Tholen (* 1965), Germanist und Literaturwissenschaftler

### Mit Wachtendonk verbunden
- Winnemar Gruters von Wachtendonk († 1466), Pfarrer in Wachtendonk, Offizial und Generalvikar des Erzbistums Köln
- Joseph Mooren (1797–1887), Pfarrer und Regionalhistoriker, diente in Wachtendonk seit 1826 sechzig Jahre lang als Pfarrer
- Matthias Mertens (1906–1970), römisch-katholischer Priester, war im KZ Dachau inhaftiert; wuchs in Wachtendonk auf dem elterlichen Bauernhof auf

## Sonstiges
Die Wachtendonckschen Psalmen, ein altniederländisches Sprachdenkmal, sind nach dem niederländischen Kanoniker Arnold Wachtendonck benannt und stehen also mit Wachtendonk in keinem Zusammenhang.
Seit dem Schuljahr 2020/21 gibt es in Wachtendonk die Freie Realschule We!tsicht, die am 12. August 2020 mit 17 Schülern den Betrieb aufgenommen hat.